# Caroline Stocker-Caviezel
Caroline Stocker-Caviezel (* 10. Mai 1829 in Riga; † 1. August 1914 in Zürich; heimatberechtigt in Schönenberg) war eine Schweizer Frauenrechtlerin aus dem Kanton Zürich.

## Leben
Caroline Stocker-Caviezel wuchs als Tochter von Johann Rudolf Caviezel, Weinhändler, und Katharina Dalp in Riga auf und erhielt eine breite Bildung. Im Jahr 1849 heiratete sie Johann Gustav Stocker, Professor und Sekretär des eidgenössischen Schulrats.
Nach ihrer Heirat verkehrte Stocker in intellektuellen Kreisen Zürichs. Sie war Mitglied des Schweizer Frauen-Verbands und ab 1888 des Schweizerischen Gemeinnützigen Frauenvereins. Ab 1908 präsidierte sie dessen Sektion in Zürich. Sie war langjähriges Vorstandsmitglied der fortschrittlichen Union für Frauenbestrebungen Zürich. Im Bund Schweizerischer Frauenvereine leitete sie von 1906 bis 1909 die Stimmrechtskommission. Von 1910 bis 1912 amtierte sie als deren Vizepräsidentin. Durch ihre Mitgliedschaft in verschiedenen Frauenorganisationen schuf sie eine Verbindung zwischen der traditionellen und der fortschrittlichen Frauenbewegung.